# Hincapie Sportswear
Hincapie Sportswear is een Amerikaans merk van fiets- en triatlonkleding, dat in 2002 werd opgericht door Rich Hincapie, de broer van wielrenner George Hincapie en zelf ex-wielrenner. Het heeft een eigen kledingfabriek in Medellín (Colombia), die wordt geleid door Jorge en Marie Hincapie, oom en tante van George.
Hincapie Sportswear is sedert 2010, toen George Hincapie ervoor ging rijden, de kledingsponsor van de wielerploeg BMC Racing Team. Het bedrijf werd in 2012 ook cosponsor van de continentale wielerploeg BMC-Hincapie Sportswear Development Cycling Team, dat in de UCI America Tour rijdt, en het sponsort ook een aantal triatleten.